# Abe Reles
Abraham „Kid Twist” Reles (n. 10 mai 1906, New York City, New York, SUA – d. 12 noiembrie 1941, New York City, New York, SUA) a fost un gangster evreu din New York cunoscut ca asasin al Murder, Inc., grupul care executa ordinele Sindicatului național al crimei condus de Meyer Lansky.
Reles a devenit ulterior informator și a trimis mai mulți membri ai Murder, Inc. la scaunul electric. Acesta a încetat din viață după ce a căzut de la etajul 6 al hotelului în care a fost plasat de poliție; se speculează că mafia ar fi comis crima deoarece urma să depună mărturie împotriva subșefului familiei Mangano, Albert Anastasia.

## Biografie
Abraham Reles, fiul unor imigranți evrei austrieci, s-a născut în cartierul Brownsville⁠(d)din Brooklyn pe 10 mai 1906. Tătăl său Sam a lucrat în industria confecțiilor până în timpul crizei economice. Numele ebraic⁠(d) al lui Reles era Elkanah ben Shimon.
Reles a urmat cursurile școlii până în clasa a opta. După ce a părăsit școala, a început să piardă timpul în magazinele de bomboane și la barurile de biliard din zona Brownsviile. A format o bandă alături de prietenii săi din copilărie Martin Goldstein și Harry „Pittsburgh Phil” Strauss, fiind arestat pentru prima dată în 1921 după ce a furat 2 dolari dintr-un automat de vânzare. A fost trimis la școala de corecție Children's Village⁠(d) din Dobbs Ferry⁠(d) timp de patru luni. Într-un caz, a atacat un muncitor de la o spălătorie pentru că nu a curățat o pată de pe aripa mașinii sale. Altă dată, Reles l-a ucis pe angajatul unei parcări deoarece nu i-a adus mașina suficient de repede.

### Prohibiția și Murder, Inc.
În perioada prohibiției din anii 1920, Reles și Goldstein au lucrat pentru frații Shapiro⁠(d) care desfășurau activități ilegale în Brooklyn. La scurtă vreme după angajare, aceștia au început să comită infracțiuni pentru frați. La un moment dat, Reles a fost capturat și condamnat la doi ani de închisoare într-un centru educativ din New York. După ce frații Shapiro nu au reușit să-l ajute pe acesta, Reles a ales să se răzbune.
După eliberare, Reles, Goldstein și George Defeo au intrat în afaceri cu aparate de jocuri de noroc. Datorită relațiilor lui Defeo, Reles și Goldstein au încheiat o înțelegere cu influentul Meyer Lansky care spera să-și extindă afacerile în cartierele sărace din Brooklyn.
După ce afacerea cu apare de jocuri de noroc a început să prospere, frații Shapiro au angajat un asasin care să-i elimine pe Reles și Goldstein. Într-o noapte, cei doi au fost contactați telefonic de un „prieten” care le-a transmis că frații Shapiro au părăsit sediul central din East New York. Odată ajunși la sediu, au căzut într-o ambuscadă și au fost atacați de trei persoane. Deși au fost răniți, au reușit să scape cu viață. Între timp, Meyer Shapiro a răpit-o pe iubita lui Reles, a bătut-o și violat-o.

### Frații Shapiro
După ambuscadă și violul iubitei sale, Reles a solicitat ajutorul asasinilor Murder, Inc. Frank „Dasher” Abbandando și Harry „Happy” Maione. Cei doi au fost bucuroși să ajute: sperau să-i omoare pe frații Shapiro și să preia o parte din operațiunile lor. După mai multe încercări zadarnice ale ambelor părți de a se elimina reciproc, membrii Murder, Inc. au reușit în cele din urmă să-l asasineze pe Irving Shapiro.
Reles l-a târât pe Irving din holul casei sale în stradă unde l-a bătut, lovit cu piciorul și apoi împușcat de mai multe ori. Două luni mai târziu, Reles l-a întâlnit pe Meyer Shapiro pe stradă și l-a împușcat în față. Ultimul frate, William, a fost asasinat abia trei ani mai târziu. După ce l-au capturat și transportat într-o ascunzătoare, acesta a fost bătut, băgat într-un sac și îngropat de viu în Canarsie⁠(d), Brooklyn. Un trecător i-a observat și au fost nevoiți să fugă de la scena crimei.